# Meiganga
Meiganga es una comuna camerunesa perteneciente al departamento de Mbéré de la región de Adamawa.
En 2005 tiene 88 745 habitantes, de los que 38 096 viven en la capital comunal homónima.
Se ubica en la esquina suroriental de la región, sobre la carretera N1, unos 100 km al sureste de la capital regional Ngaoundéré. Su territorio es fronterizo con la República Centroafricana.

## Localidades
Comprende la ciudad de Meiganga y las siguientes localidades:
- Ardo Bouba Dodo
- Babongo
- Baina II
- Baïna Mbou
- Banam
- Bariki
- Batoua
- Batoua-Godolé
- Béka Guiwang
- Bembarang
- Boua
- Bounou
- Campement Bergers
- Dakkere
- Dana
- Dankali
- Dir Pétel
- Djalingo
- Djouzami
- Dobezo
- Dokolim
- Dozui
- Fada
- Ganghi
- Gangkombol
- Garga Ninbona
- Gazi
- Gbata
- Gbaten
- Gbawar
- Guigo
- Gunbela
- Horé-Kouni
- Ka'aka I
- Ka'aka II
- Kamboul
- Kombo-Laka
- Kombo-Laka
- Kpama
- Kpama
- Laka Petel
- Lawan
- Lokoti
- Lokoti
- Mama Wassandé
- Mbafouck Hosséré
- Mbakoungué
- Mbalé
- Mbarang
- Mbéré
- Mbondo-Lom
- Mboula
- Mboulaï
- Mboutou
- Meidougou
- Monne
- Nandéké
- Ndongué
- Ndoyong
- Ngam
- Ngazi
- Ngazi Tina
- Ngolori
- Ngolori
- Sabongari Mborguéné
- Salao-Gbaguete
- Tapawa Mbalé
- Tokda
- Wantamo
- Yafounou
- Yendé
- Zaoro Doua